# Метод Габршчек
Метод Габршчек (Љубљана 27. март 1900 — непознато) бивши је југословенски кајакаш који се такмичио на Олимпијским играма 1936. у Берлину.
Учествовао је у трци склопивих кајака двоседа Ф-2 на 10.000 метара. Веслао је у пару са Бојаном Савником. Завршили су као 11. од укупно 13 посада из исто колико земаља.